# Morti nel 2020/Dicembre
| Questa pagina contiene informazioni ricavate automaticamente dalle voci biografiche con l'ausilio del template Bio e di un bot. L'aggiornamento è periodico e automatico e ricostruisce completamente la pagina. Se manca una persona in questa lista, sei pregato di non aggiungerla, ma accertati piuttosto che la sua voce biografica contenga il template Bio e che i dati anagrafici siano correttamente compilati. Se il template Bio manca, inseriscilo tu stesso o, in alternativa, metti l'avviso {{tmp\|Bio}} che ne segnala la mancanza. Se i dati riportati sono sbagliati, correggi direttamente la voce biografica; le modifiche saranno visibili in questa lista entro pochi giorni. Per chiarimenti vedi il progetto biografie. La lista contiene solo le 259 persone che sono citate nell'enciclopedia e per le quali è stato implementato correttamente il template Bio. Pagina aggiornata al 10 ago 2025. |

- 1º dicembre - Arturo Diaconale, giornalista, politico e dirigente sportivo italiano (n. 1945)
- 1º dicembre - Luciano Guerzoni, giurista e politico italiano (n. 1938)
- 1º dicembre - Marija Itkina, velocista sovietica (n. 1932)
- 1º dicembre - Hugh Keays-Byrne, attore britannico (n. 1947)
- 1º dicembre - Eduardo Lourenço, filosofo, saggista e critico letterario portoghese (n. 1923)
- 1º dicembre - Gianpistone, artista, pittore e scenografo italiano (n. 1929)
- 1º dicembre - Giancarlo Santelli, attore, artista e artigiano italiano (n. 1944)
- 1º dicembre - Arnie Robinson, lunghista statunitense (n. 1948)
- 1º dicembre - Henri Teissier, arcivescovo cattolico francese (n. 1929)
- 1º dicembre - Sol Tolchinsky, cestista canadese (n. 1929)
- 2 dicembre - Mohamed Aberhoun, calciatore marocchino (n. 1989)
- 2 dicembre - Warren Berlinger, attore statunitense (n. 1937)
- 2 dicembre - Richard Corben, fumettista e illustratore statunitense (n. 1940)
- 2 dicembre - Franco Giraldi, regista, sceneggiatore e critico cinematografico italiano (n. 1931)
- 2 dicembre - Valéry Giscard d'Estaing, politico francese (n. 1926)
- 2 dicembre - Rafer Johnson, multiplista e attore statunitense (n. 1934)
- 2 dicembre - Kenneth V. Jones, britannico (n. 1924)
- 2 dicembre - Zafarullah Khan Jamali, politico pakistano (n. 1944)
- 2 dicembre - Alanna Knight, scrittrice e drammaturga britannica (n. 1923)
- 2 dicembre - Karin Lindberg, ginnasta svedese (n. 1929)
- 2 dicembre - Aldo Moser, ciclista su strada italiano (n. 1934)
- 2 dicembre - Petrit Murzaku, cestista e pallavolista albanese (n. 1932)
- 2 dicembre - Pat Patterson, wrestler canadese (n. 1941)
- 2 dicembre - Pamela Tiffin, modella e attrice statunitense (n. 1942)
- 3 dicembre - Giuseppe Dalla Torre, giurista italiano (n. 1943)
- 3 dicembre - Jutta Lampe, attrice tedesca (n. 1937)
- 3 dicembre - Alison Lurie, scrittrice statunitense (n. 1926)
- 3 dicembre - Mario Maraschi, calciatore e allenatore di calcio italiano (n. 1939)
- 3 dicembre - Enrico Nicoletti, imprenditore e criminale italiano (n. 1936)
- 3 dicembre - Vicente Iborra Richart, calciatore e allenatore di calcio spagnolo (n. 1932)
- 4 dicembre - Franco Bolignari, cantante italiano (n. 1929)
- 4 dicembre - David Lander, attore e doppiatore statunitense (n. 1947)
- 4 dicembre - François Leterrier, regista e attore francese (n. 1929)
- 4 dicembre - Antonin Jaroslav Liehm, critico letterario, traduttore e attivista ceco (n. 1924)
- 4 dicembre - Suhaila Siddiq, politica, medico e militare afghana (n. 1938)
- 4 dicembre - Kinuko Tanida, pallavolista giapponese (n. 1939)
- 5 dicembre - Gigi Dall'Aglio, regista teatrale, drammaturgo e attore teatrale italiano (n. 1943)
- 5 dicembre - Sybil B. G. Eysenck, psicologa britannica (n. 1927)
- 5 dicembre - Viktor Ponedel'nik, calciatore e allenatore di calcio sovietico (n. 1937)
- 5 dicembre - Pippo Rallo, cantante italiano (n. 1928)
- 5 dicembre - Bernardo Sanlorenzo, politico italiano (n. 1930)
- 5 dicembre - Wojciech Zabłocki, schermidore polacco (n. 1930)
- 6 dicembre - Mariarosa Brunati, insegnante italiana (n. 1931)
- 6 dicembre - Dejan Dabović, pallanuotista e allenatore di pallanuoto jugoslavo (n. 1944)
- 6 dicembre - John Devine, calciatore scozzese (n. 1935)
- 6 dicembre - László Kuncz, pallanuotista ungherese (n. 1957)
- 6 dicembre - Dennis Ralston, tennista statunitense (n. 1942)
- 6 dicembre - Paul Sarbanes, politico e avvocato statunitense (n. 1933)
- 6 dicembre - Tabaré Vázquez, politico, medico e dirigente sportivo uruguaiano (n. 1940)
- 6 dicembre - Senta Wengraf, attrice teatrale e attrice cinematografica austriaca (n. 1924)
- 7 dicembre - Torben Brostrøm, scrittore e critico letterario danese (n. 1927)
- 7 dicembre - Aleksandr Gordon, regista sovietico (n. 1931)
- 7 dicembre - Walter Hooper, scrittore e religioso statunitense (n. 1931)
- 7 dicembre - Lidia Menapace, partigiana, politica e saggista italiana (n. 1924)
- 7 dicembre - Ildegarda Taffra, fondista italiana (n. 1934)
- 7 dicembre - Francesco Varotto, cestista e dirigente sportivo italiano (n. 1941)
- 7 dicembre - Chuck Yeager, aviatore statunitense (n. 1923)
- 8 dicembre - Harold Budd, compositore statunitense (n. 1936)
- 8 dicembre - Tito Del Bianco, tenore e musicologo italiano (n. 1932)
- 8 dicembre - Giorgio Donati, generale italiano (n. 1924)
- 8 dicembre - Goo Kennedy, cestista statunitense (n. 1949)
- 8 dicembre - Aurelio Pes, scrittore, drammaturgo e critico musicale italiano (n. 1942)
- 8 dicembre - Giovanni Picat Re, calciatore italiano (n. 1947)
- 8 dicembre - Raffaele Pinto, pilota di rally italiano (n. 1945)
- 8 dicembre - Stefano Rastrelli, diplomatico italiano (n. 1934)
- 8 dicembre - Alejandro Sabella, calciatore e allenatore di calcio argentino (n. 1954)
- 8 dicembre - Kurt Stettler, calciatore svizzero (n. 1932)
- 8 dicembre - Evgenij Ivanovič Šapošnikov, generale e politico russo (n. 1942)
- 9 dicembre - Gordon Forbes, tennista sudafricano (n. 1934)
- 9 dicembre - Vjačaslaŭ Kebič, politico e ingegnere sovietico (n. 1936)
- 9 dicembre - Sean Malone, musicista, bassista e teorico della musica statunitense (n. 1970)
- 9 dicembre - Alex Olmedo, tennista peruviano (n. 1936)
- 9 dicembre - Ray Perkins, giocatore di football americano e allenatore di football americano statunitense (n. 1941)
- 9 dicembre - Carlo Repetti, drammaturgo e direttore teatrale italiano (n. 1947)
- 9 dicembre - Paolo Rossi, calciatore italiano (n. 1956)
- 9 dicembre - Mohammad Yazdi, politico iraniano (n. 1931)
- 10 dicembre - Sandro Brugnolini, compositore, giornalista e critico musicale italiano (n. 1931)
- 10 dicembre - Jim Fleming, calciatore scozzese (n. 1942)
- 10 dicembre - Tommy Lister, attore e wrestler statunitense (n. 1958)
- 10 dicembre - José Mario Ruiz Navas, arcivescovo cattolico ecuadoriano (n. 1930)
- 10 dicembre - Giuliano Silvestri, politico italiano (n. 1942)
- 10 dicembre - Michele Taruffo, giurista italiano (n. 1943)
- 10 dicembre - Barbara Windsor, attrice britannica (n. 1937)
- 11 dicembre - Jim Burns, cestista statunitense (n. 1945)
- 11 dicembre - Beryl Cunningham, attrice, cantante e conduttrice televisiva giamaicana (n. 1946)
- 11 dicembre - James R. Flynn, psicologo statunitense (n. 1934)
- 11 dicembre - Johnny Hannigan, calciatore scozzese (n. 1933)
- 11 dicembre - Kim Ki-duk, regista, sceneggiatore e produttore cinematografico sudcoreano (n. 1960)
- 11 dicembre - Tommy Ord, calciatore inglese (n. 1952)
- 11 dicembre - Irena Veisaitė, scrittrice e insegnante lituana (n. 1928)
- 12 dicembre - Bird Averitt, cestista statunitense (n. 1952)
- 12 dicembre - Pinin Brambilla Barcilon, restauratrice italiana (n. 1925)
- 12 dicembre - John le Carré, scrittore britannico (n. 1931)
- 12 dicembre - Amedeo Gigli, illustratore e scrittore italiano (n. 1931)
- 12 dicembre - John McSeveney, allenatore di calcio e calciatore scozzese (n. 1931)
- 12 dicembre - Motjeka Madisha, calciatore sudafricano (n. 1995)
- 12 dicembre - Ferruccio Pisoni, politico italiano (n. 1936)
- 12 dicembre - Charley Pride, cantante e musicista statunitense (n. 1934)
- 12 dicembre - Ann Reinking, attrice, ballerina e coreografa statunitense (n. 1949)
- 12 dicembre - Jack Steinberger, fisico statunitense (n. 1921)
- 12 dicembre - Fikre Selassie Wogderess, politico etiope (n. 1945)
- 12 dicembre - Ruhollah Zam, attivista e giornalista iraniano (n. 1978)
- 13 dicembre - Fiorenzo Alfieri, politico e scrittore italiano (n. 1943)
- 13 dicembre - Amedeo Baldizzone, calciatore e allenatore di calcio italiano (n. 1960)
- 13 dicembre - Otto Barić, allenatore di calcio e calciatore croato (n. 1933)
- 13 dicembre - Jimmy Collins, cestista e allenatore di pallacanestro statunitense (n. 1946)
- 13 dicembre - Ambrose Mandvulo Dlamini, politico e banchiere swati (n. 1968)
- 13 dicembre - James McLane, nuotatore statunitense (n. 1930)
- 13 dicembre - Giancarlo Tognoni, incisore, pittore e scultore italiano (n. 1932)
- 14 dicembre - Claudio Baiocchi, matematico italiano (n. 1940)
- 14 dicembre - Gérard Houllier, calciatore, allenatore di calcio e dirigente sportivo francese (n. 1947)
- 14 dicembre - Huang Zongying, attrice e scrittrice cinese (n. 1925)
- 14 dicembre - Earl Hutto, politico statunitense (n. 1926)
- 14 dicembre - Günter Sawitzki, calciatore tedesco (n. 1932)
- 14 dicembre - George Sharples, calciatore inglese (n. 1943)
- 14 dicembre - José María de la Torre Martín, vescovo cattolico messicano (n. 1952)
- 15 dicembre - Anthony Casso, criminale statunitense (n. 1942)
- 15 dicembre - Caroline Cellier, attrice francese (n. 1945)
- 15 dicembre - Jorge García Santos, calciatore spagnolo (n. 1957)
- 15 dicembre - George Gibbs, effettista britannico (n. 1937)
- 15 dicembre - Parnell Hall, scrittore statunitense (n. 1944)
- 15 dicembre - Paul Nihill, marciatore britannico (n. 1939)
- 15 dicembre - Zoltan Sabo, calciatore e allenatore di calcio serbo (n. 1972)
- 15 dicembre - Bruce Seals, cestista e allenatore di pallacanestro statunitense (n. 1953)
- 15 dicembre - Petro Slobodjan, allenatore di calcio e calciatore sovietico (n. 1953)
- 15 dicembre - Valerij Vojkin, pesista sovietico (n. 1945)
- 15 dicembre - Ivan Giacomo Zoppini, artigiano e filantropo italiano (n. 1936)
- 16 dicembre - Waldemaro Bartolozzi, ciclista su strada e dirigente sportivo italiano (n. 1927)
- 16 dicembre - Flavio Cotti, politico, avvocato e notaio svizzero (n. 1939)
- 16 dicembre - Marcus D'Amico, attore britannico (n. 1965)
- 16 dicembre - Otto Leodolter, saltatore con gli sci austriaco (n. 1936)
- 16 dicembre - Jeremy Newson, attore britannico (n. 1947)
- 16 dicembre - Kálmán Sóvári, calciatore ungherese (n. 1940)
- 16 dicembre - Lorenzo Taliaferro, giocatore di football americano statunitense (n. 1991)
- 16 dicembre - Renê Weber, allenatore di calcio e calciatore brasiliano (n. 1961)
- 17 dicembre - Donato Bilancia, criminale e serial killer italiano (n. 1951)
- 17 dicembre - Jeremy Bulloch, attore britannico (n. 1945)
- 17 dicembre - Pierre Buyoya, politico e militare burundese (n. 1949)
- 17 dicembre - Stanley Cowell, pianista statunitense (n. 1941)
- 17 dicembre - Les Dicker, calciatore inglese (n. 1926)
- 17 dicembre - Enrico Ferri, politico e magistrato italiano (n. 1942)
- 17 dicembre - Han Grijzenhout, allenatore di calcio e calciatore olandese (n. 1932)
- 17 dicembre - Peter Kalinke, calciatore tedesco orientale (n. 1936)
- 17 dicembre - Nereo Manzardo, calciatore italiano (n. 1926)
- 17 dicembre - Abdullah Namat, calciatore malaysiano (n. 1946)
- 17 dicembre - Ignaz Puschnik, calciatore austriaco (n. 1934)
- 17 dicembre - Giovanni Sacco, calciatore e allenatore di calcio italiano (n. 1943)
- 17 dicembre - Per Svensson, lottatore svedese (n. 1943)
- 18 dicembre - Pietro Greco, giornalista, conduttore radiofonico e autore televisivo italiano (n. 1955)
- 18 dicembre - Michael Jeffery, generale e politico australiano (n. 1937)
- 18 dicembre - Peter Lamont, scenografo e direttore artistico britannico (n. 1929)
- 18 dicembre - Peter Takeo Okada, arcivescovo cattolico giapponese (n. 1941)
- 18 dicembre - Òscar Ribas Reig, politico andorrano (n. 1936)
- 18 dicembre - Tim Severin, scrittore e esploratore irlandese (n. 1940)
- 19 dicembre - Anthony Richard Birley, storico britannico (n. 1937)
- 19 dicembre - Mile Bogović, vescovo cattolico croato (n. 1939)
- 19 dicembre - Nedo Fiano, attivista e superstite dell'Olocausto italiano (n. 1925)
- 19 dicembre - Lelio Giannetto, contrabbassista italiano (n. 1961)
- 19 dicembre - Enrico Grabau, politico italiano (n. 1926)
- 19 dicembre - Rosalind Knight, attrice britannica (n. 1933)
- 19 dicembre - Giovanni Lai, militare italiano (n. 1945)
- 19 dicembre - Mekere Morauta, politico papuano (n. 1946)
- 19 dicembre - Märta Norberg, fondista svedese (n. 1922)
- 20 dicembre - Nicette Bruno, attrice brasiliana (n. 1933)
- 20 dicembre - Ñeca Escobar, cestista paraguaiana (n. 1934)
- 20 dicembre - Chad Stuart, cantante, doppiatore e attore britannico (n. 1941)
- 20 dicembre - Romolo Tavoni, dirigente sportivo e imprenditore italiano (n. 1926)
- 21 dicembre - Boris Bušmelёv, regista sovietico (n. 1937)
- 21 dicembre - Kevin Greene, giocatore di football americano e allenatore di football americano statunitense (n. 1962)
- 21 dicembre - István Kovács, calciatore ungherese (n. 1953)
- 21 dicembre - K. T. Oslin, cantante, musicista e attrice statunitense (n. 1942)
- 21 dicembre - Arnold Wolfendale, astronomo britannico (n. 1927)
- 22 dicembre - Joachim Bäse, calciatore tedesco occidentale (n. 1939)
- 22 dicembre - Claude Brasseur, attore francese (n. 1936)
- 22 dicembre - Norma Gladys Cappagli, modella argentina (n. 1939)
- 22 dicembre - Zeke Lowe, batterista e compositore statunitense (n. 1949)
- 22 dicembre - Muhammad Mustafa Mero, politico siriano (n. 1941)
- 22 dicembre - Domenico Mario Nuti, economista italiano (n. 1937)
- 22 dicembre - Özkan Sümer, calciatore e allenatore di calcio turco (n. 1940)
- 22 dicembre - Stella Tennant, supermodella britannica (n. 1970)
- 22 dicembre - Rubén Tierrablanca González, vescovo cattolico e teologo messicano (n. 1952)
- 22 dicembre - Antonio Vacca, vescovo cattolico italiano (n. 1934)
- 22 dicembre - Leslie West, cantante e chitarrista statunitense (n. 1945)
- 23 dicembre - Domenico Acanfora, giocatore di biliardo italiano (n. 1935)
- 23 dicembre - Arkadi Andreasyan, calciatore e allenatore di calcio sovietico (n. 1947)
- 23 dicembre - Anthony Antico, mafioso statunitense (n. 1935)
- 23 dicembre - James Gunn, scrittore di fantascienza statunitense (n. 1923)
- 23 dicembre - Rebecca Luker, soprano e attrice statunitense (n. 1961)
- 23 dicembre - Frankie Randall, pugile statunitense (n. 1961)
- 23 dicembre - Gilbert Shea, tennista statunitense (n. 1928)
- 23 dicembre - Ron Widby, giocatore di football americano e cestista statunitense (n. 1945)
- 24 dicembre - Mitsumasa Anno, illustratore e scrittore giapponese (n. 1926)
- 24 dicembre - John Joseph Cremona, giurista e poeta maltese (n. 1918)
- 24 dicembre - Ivry Gitlis, violinista, attore e filosofo israeliano (n. 1922)
- 24 dicembre - Daniel Hodge, wrestler e lottatore statunitense (n. 1932)
- 24 dicembre - Aleksandar Ivoš, calciatore jugoslavo (n. 1931)
- 24 dicembre - Milorad Janković, calciatore jugoslavo (n. 1940)
- 24 dicembre - Sergio Martelli, politico, editore e giornalista italiano (n. 1933)
- 24 dicembre - Adramé Ndiaye, cestista senegalese (n. 1964)
- 24 dicembre - Giovanni Romano, storico dell'arte italiano (n. 1939)
- 24 dicembre - Geoff Stephens, paroliere e compositore britannico (n. 1934)
- 24 dicembre - Anna Vanzan, iranista, islamista e traduttrice italiana (n. 1955)
- 24 dicembre - Ezio Zefferi, giornalista e regista teatrale italiano (n. 1926)
- 25 dicembre - Ivan Bogdan, lottatore sovietico (n. 1928)
- 25 dicembre - Soumaïla Cissé, politico maliano (n. 1949)
- 25 dicembre - Maksim Cyhalka, calciatore bielorusso (n. 1983)
- 25 dicembre - Reginald Foster, religioso, latinista e teologo statunitense (n. 1939)
- 25 dicembre - K.C. Jones, cestista e allenatore di pallacanestro statunitense (n. 1932)
- 25 dicembre - François Laborde, presbitero e missionario francese (n. 1927)
- 25 dicembre - Martin Lambie-Nairn, designer inglese (n. 1945)
- 25 dicembre - Anna Neri, cestista italiana (n. 1930)
- 25 dicembre - Gaetano Rampin, attore e mimo italiano (n. 1936)
- 25 dicembre - Tony Rice, chitarrista e musicista statunitense (n. 1951)
- 25 dicembre - Barbara Rose, storica dell'arte statunitense (n. 1936)
- 26 dicembre - Milka Babović, giornalista, ostacolista e velocista jugoslava (n. 1928)
- 26 dicembre - George Blake, diplomatico e agente segreto britannico (n. 1922)
- 26 dicembre - George Carruthers, fisico e ingegnere statunitense (n. 1939)
- 26 dicembre - Luke Harper, wrestler statunitense (n. 1979)
- 26 dicembre - Jim McLean, calciatore e allenatore di calcio scozzese (n. 1937)
- 26 dicembre - Phil Niekro, giocatore di baseball statunitense (n. 1939)
- 26 dicembre - Maximiliano Pereira, calciatore uruguaiano (n. 1993)
- 26 dicembre - Sergio Pintor, vescovo cattolico italiano (n. 1937)
- 26 dicembre - Cesare G. Romana, critico musicale e giornalista italiano (n. 1942)
- 26 dicembre - Peter Schmidhuber, politico tedesco (n. 1931)
- 26 dicembre - Bill Sheridan, cestista e allenatore di pallacanestro statunitense (n. 1942)
- 26 dicembre - Cindy Wiginton, cestista statunitense (n. 1944)
- 27 dicembre - Giorgio Galli, politologo e storico italiano (n. 1928)
- 27 dicembre - Yuichiro Hata, politico giapponese (n. 1967)
- 27 dicembre - William Link, scrittore e produttore televisivo statunitense (n. 1933)
- 28 dicembre - Moshe Brawer, geografo israeliano (n. 1919)
- 28 dicembre - Fou Ts'ong, pianista cinese (n. 1934)
- 28 dicembre - George Hudson, calciatore inglese (n. 1937)
- 28 dicembre - Giovanni La Penna, supercentenario italiano (n. 1909)
- 28 dicembre - Valentin Lazarov, arbitro di pallacanestro bulgaro (n. 1931)
- 28 dicembre - Armando Manzanero, cantautore, compositore e musicista messicano (n. 1935)
- 29 dicembre - Claude Bolling, compositore, pianista e attore francese (n. 1930)
- 29 dicembre - Jessica Campbell, attrice statunitense (n. 1982)
- 29 dicembre - Pierre Cardin, stilista italiano (n. 1922)
- 29 dicembre - Agitu Ideo Gudeta, imprenditrice e ambientalista etiope (n. 1978)
- 29 dicembre - James Hardy, cestista statunitense (n. 1956)
- 29 dicembre - Teresa Iaccarino, giornalista, conduttrice televisiva e annunciatrice televisiva italiana (n. 1959)
- 29 dicembre - Alexi Laiho, cantautore e chitarrista finlandese (n. 1979)
- 29 dicembre - Luke Letlow, politico e informatico statunitense (n. 1979)
- 29 dicembre - Corrado Olmi, attore e scenografo italiano (n. 1926)
- 29 dicembre - Vincenzo Rosito, calciatore italiano (n. 1939)
- 29 dicembre - Luigi Snozzi, architetto svizzero (n. 1932)
- 30 dicembre - Aldo Andretti, pilota automobilistico italiano (n. 1940)
- 30 dicembre - José Agustín Aranzábal, calciatore spagnolo (n. 1946)
- 30 dicembre - Samuel Little, serial killer statunitense (n. 1940)
- 30 dicembre - Dawn Wells, attrice statunitense (n. 1938)
- 30 dicembre - Eugene Wright, contrabbassista statunitense (n. 1923)
- 31 dicembre - Ester Baitz, cestista italiana (n. 1934)
- 31 dicembre - Renato Campanini, calciatore italiano (n. 1938)
- 31 dicembre - Lorenzo Ceregato, pittore italiano (n. 1933)
- 31 dicembre - Tommy Docherty, calciatore e allenatore di calcio scozzese (n. 1928)
- 31 dicembre - Ernesto Gismondi, designer e imprenditore italiano (n. 1931)
- 31 dicembre - Robert Hossein, attore, regista e sceneggiatore francese (n. 1927)
- 31 dicembre - Olivier Royant, giornalista e scrittore francese (n. 1962)
- 31 dicembre - Dick Thornburgh, politico e avvocato statunitense (n. 1932)